# Jan Lechoń

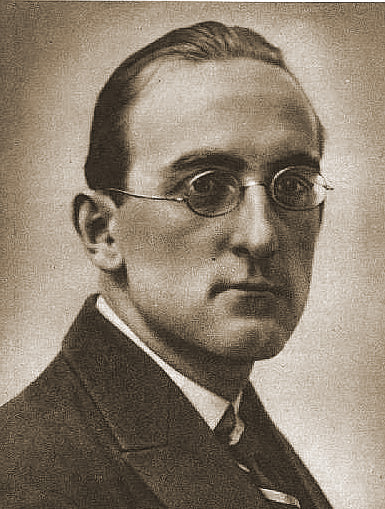
Jan Lechoń

Leszek Józef Serafinowicz, bekannt unter seinem Pseudonym Jan Lechoń (* 13. März 1899 in Warschau, Russisches Kaiserreich; † 8. Juni 1956 in New York), war ein polnischer Schriftsteller.

## Leben
Lechoń studierte von 1916 bis 1918 Polonistik an der Universität Warschau und war 1919 an der Gründung der Dichtergruppe Skamander beteiligt.  1931 wurde er Kulturattaché in Frankreich. Nach Ausbruch des Zweiten Weltkrieges floh er zunächst nach Brasilien und emigrierte 1940 dauerhaft in die USA, wo er sich 1956 das Leben nahm.
Er war eng mit der Dichtung der Romantik verbunden. Zu einem seiner engsten Vertrauten zählte der polnische Lyriker Julian Tuwim. In seiner pessimistischen Grundhaltung dominierten Themen wie die Liebe und der Tod, zudem schrieb er über die Geschichte seiner Heimat.